# Самодуров Юрій Вадимович
Юрій Вадимович Самодуров (27 вересня 1951, Москва, Російська РФСР) — російський правозахисник, колишній директор Музею і громадського центру ім. А. Д. Сахарова (з 1996 по 2008).
В 1992 році виступав у пресі як виконавчий директор-організатор архіву академіка Андрія Сахарова та центру «Світ, прогрес, права людини». З 1996 року, напередодні відкриття музею та громадського центру «Світ, прогрес, права людини», був виконавчим директором Фонду Сахарова.
В 2004 році в Таганському суді Москви пройшли слухання у справі про виставку «Обережно, релігія!», що пройшла в Музеї Сахарова. Прокурор вимагав для Самодурова трьох років позбавлення волі. У березні 2005 федеральний суддя виніс вирок, визнавши Самодурова винним у розпалюванні релігійної ворожнечі та засудивши його до штрафу в сто тисяч рублів.
У серпні 2008 року пішов у відставку з поста директора Музею та центру імені Андрія Сахарова за власним бажанням.

## Громадянська позиція
У березні 2014 підписав звернення російських діячів культури проти окупації Криму.